# Enscepastra
Enscepastra là một chi bướm đêm thuộc họ Coleophoridae

## Các loài
- Enscepastra acutissima Mey, 2011
- Enscepastra curvipalpata Mey, 2011
- Enscepastra cygnica Mey, 2011
- Enscepastra lathraea (Meyrick, 1920)
- Enscepastra longirostris Meyrick, 1926
- Enscepastra plagiopa Meyrick, 1920
- Enscepastra recurvata Mey, 2011
- Enscepastra scolopacina Mey, 2011